# Kościół Świętych Apostołów Piotra i Pawła w Warszawie (Śródmieście)
Kościół Świętych Apostołów Piotra i Pawła – rzymskokatolicki kościół parafialny należący do parafii św. Barbary w Warszawie (dekanat śródmiejski archidiecezji warszawskiej). Znajduje się w przy ulicy Wspólnej w dzielnicy Śródmieście.

## Historia

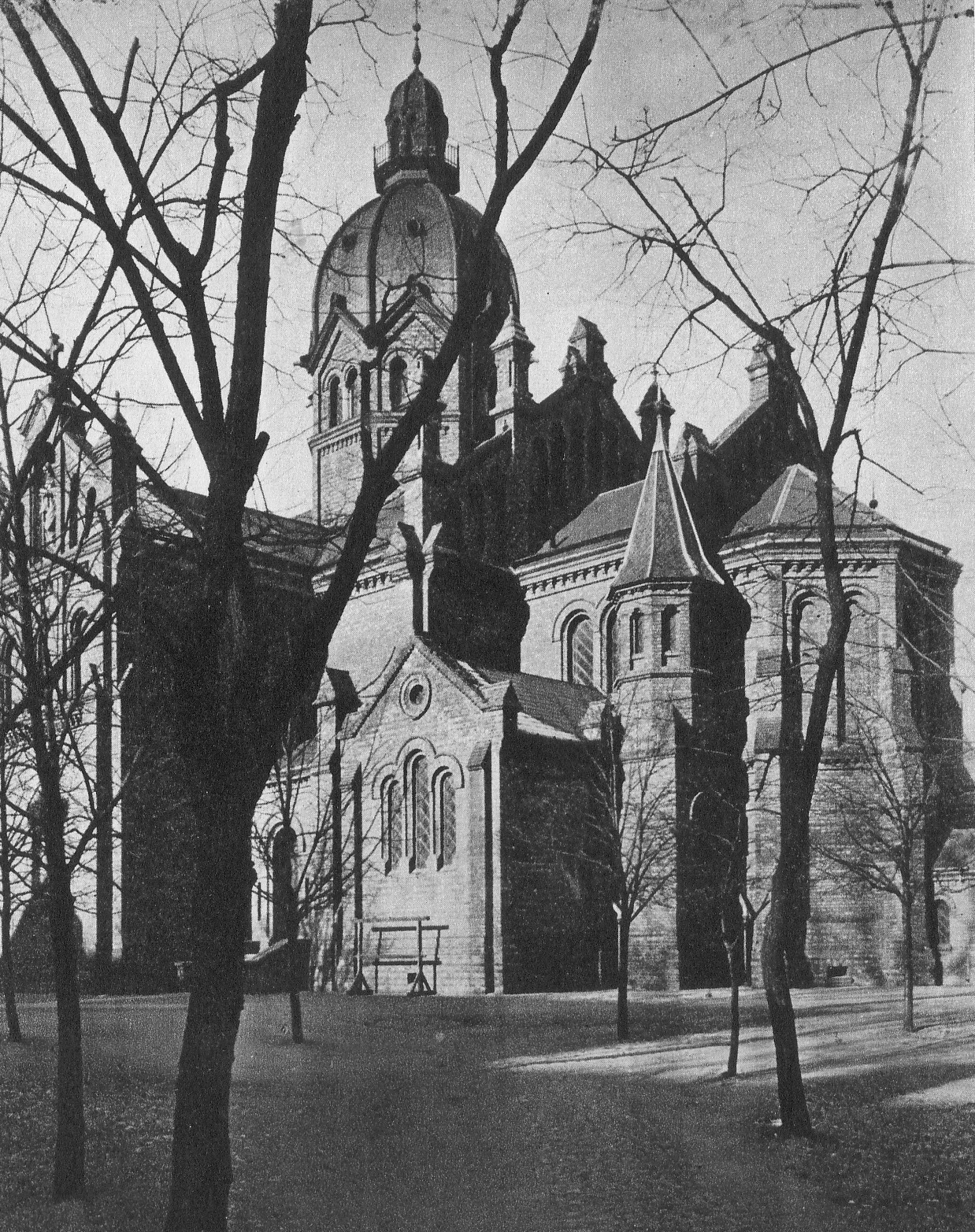
Świątynia w okresie międzywojennym

Pierwszy kościół pod tym wezwaniem powstał z funduszy Tekli Rapackiej na terenach dawnego cmentarza Świętokrzyskiego.
Budowę rozpoczęto w marcu 1883 roku, a ukończono w czerwcu 1886 roku. Aktu konsekracji dokonał arcybiskup warszawski Wincety Popiel. Kościół wzniesiono według planów i pod kierunkiem budowniczego Edwarda Cichockiego, przy współudziale w pracach budowlanych budowniczego Józefa Dziekońskiego. Był zbudowany w stylu romańskim z cegły, bez tynku, w kształcie krzyża łacińskiego, z użyciem kamienia ciosowego na kolumny, pinakle, część gzymsów i pokrycie skarp kościoła. Na przecięciu ramion kościoła wznosiła się piękna kopuła. W nazwach bocznych znajdował się szereg małych kapliczek z ołtarzami, utrzymanymi ściśle w stylu romańskim. Sklepienia wzniesiono z żebrami z cegły modelowej na wapno i cement, filary również z cegły modelowej prasowanej. W wielkim ołtarzu, zbudowanym przez Gustawa Wernera, kosztem Marii hrabiny Przeździeckiej, znajdowały się obrazy mozaikowe śś. Piotra i Pawła, oraz św. Leona X, sprowadzone umyślnie z Wenecji.
Po wybuchu II wojny światowej w 1939 roku uległ zniszczeniu dach kościoła i częściowo sklepienie. Zniszczenia naprawiono jeszcze w czasie okupacji. W 1944 roku po upadku powstania warszawskiego, specjalne niemieckie oddziały niszczycielskie (Vernichtungs Kommando) po zdetonowaniu ładunków wybuchowych umieszczonych poniżej posadzki kościoła doprowadziły do jego całkowitego zniszczenia.
Tuż po zakończeniu działań wojennych w 1945 roku rozpoczęto odgruzowywanie ocalałych fundamentów tak, że w dniu 7 września 1946 roku arcybiskup Antoni Szlagowski, poświęcił i położył „pierwszą cegłę” na fundamentach. Projektantem nowego kościoła był architekt Stanisław Marzyński, profesor wydziału architektury Politechniki Warszawskiej, znany m.in. z odbudowy archikatedry świętego Jana na Warszawskiej Starówce, a także budowy wielu świątyń w Polsce. Prace budowlane były wykonywane stopniowo, w pierwszej kolejności zostały zbudowane: część frontonu oraz pierwsza połowa transeptu. Prace te dobiegły końca w dniu 5 grudnia 1948 roku. Tę część kościoła poświęcił w tym dniu biskup Zygmunt Choromański. Ostatecznie prace zostały zakończone w dniu 17 listopada 1957 roku, kiedy to powstała część zasadnicza świątyni razem z prezbiterium. Tę część z kolei poświęcił kardynał Stefan Wyszyński, Prymas Polski, który 4 października 1979 r. dokonał konsekracji świątyni.